# Barbus tegulifer
Barbus tegulifer е вид лъчеперка от семейство Шаранови (Cyprinidae).

## Разпространение
Видът е разпространен в Камерун.

## Описание
На дължина достигат до 11 cm.